# Lyponia laticornis
Lyponia laticornis is een keversoort uit de familie netschildkevers (Lycidae). De wetenschappelijke naam van de soort werd in 1900 gepubliceerd door Léon Marc Herminie Fairmaire.